# Premie van de Maand Club
Premie van de Maand Club (PMC) was een door reclamemaker Maurits Aronson van reclamebureau Prad voor Albert Heijn bedacht concept om klanten te binden en om klanten via een zegeltjes spaarsysteem ’luxe’- artikelen te kunnen laten aanschaffen en bestond van 1962 tot 1974. Het was echter vooral bedoeld om bij Albert Heijn de balans terug te brengen in de verhouding vreemd vermogen en eigen vermogen, die toen lag op {\displaystyle 75:25}. Tegelijkertijd werd hiertoe het obligatiesparen met zegeltjes gestaakt.
Het spaarsysteem hield in dat de klant na besteding van een gulden een zegel kon kopen van 10 cent en die op een spaarkaart kon plakken. Volle spaarkaarten boden hoge kortingen tot zo’n 50% op de aanschaf van toen nog luxe-artikelen, zoals een koelkast, een draagbare radio, een elektrische blikopener, een naaimachine of een verrekijker, maar ook op de entreeprijs van bijvoorbeeld het Amsterdams Philharmonisch Orkest, dat speciale uitvoeringen gaf in de Premie van de Maand concerten.
Door de AMRO Bank werden via de ingeleverde zegeltjeskaarten spaarcheques van 2,50 en 10,00 gulden uitgegeven. Hiermee kon het gewenste artikel worden aangeschaft. Op deze wijze deed  93% van het klantenbestand mee en werden er in totaal meer dan 3 miljoen artikelen aangeschaft. Op de artikelen, die werden aangeboden via de PMC-catalogus, werd de oorspronkelijke merknaam vervangen door PMC. 
In 1974 stopte Albert Heijn met de PMC, omdat de grote winkels in elektrische apparaten, zoals Wastora, Rovato, BCC hun intrede hadden gedaan en door hun grootscheepse inkoop de klanten eveneens artikelen voor lage prijzen konden aanbieden.